# Okáč zední
Okáč zední (Lasiommata megera) je běžný druh motýla z čeledi babočkovití žijícího na území od severní Afriky, přes Evropu a Střední Asii až po západ Sibiře.

## Popis

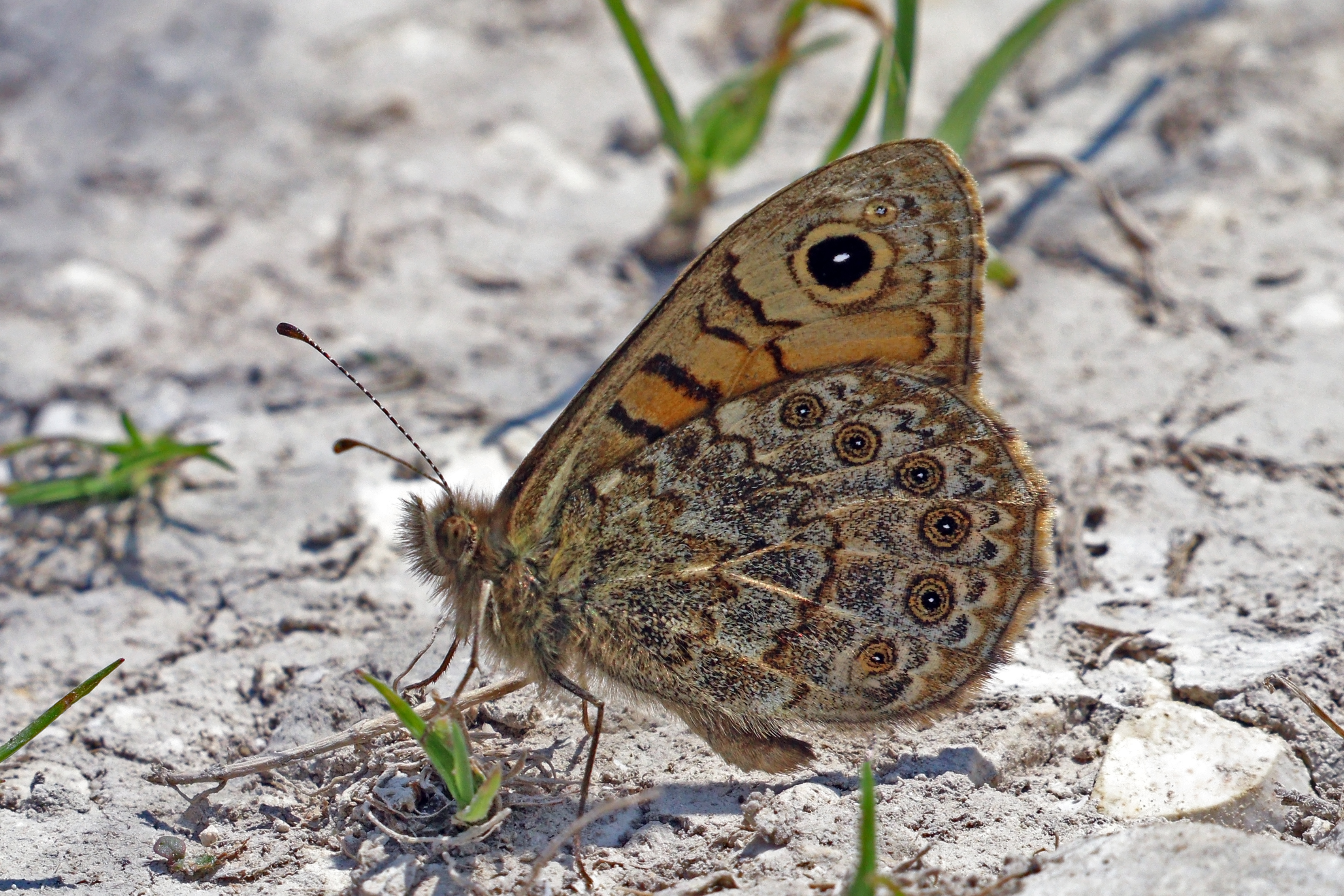
Spodní strana křídel samičky

Rozpětí křídel okáče zedního se pohybuje v rozmezí 36–46 mm. Křídla jsou zbarvena do oranžova s hnědou kresbou. Spodní strana zadních křídel je šedá s tmavohnědým vzorem a jednou řadou malých oček. Na svrchní straně zadních křídel jsou obvykle čtyři očka, prostřední dvě bývají větší. V rozích předních křídel se nachází z obou stran jedno velké oko černé barvy s bílým středem, většinou bývá po straně doprovázené drobným očkem. Obě pohlaví si jsou velmi podobná – samci mají výrazný tmavý pruh na předních křídlech, u samic zcela chybí. Housenka je zbarvená do zelena, na bocích těla má světlý pruh. Na svém podlouhlém těle má krátké chloupky, na konci zadečku má dva výrůstky. Kukla může mít různé odstíny zelené nebo hnědé barvy.

## Výskyt
Okáč zední se vyskytuje na území od severní Afriky, přes celou Evropu s výjimkou severních oblastí Skandinávie, přes jih Ruska a Turecka až po Střední Asii a západ Sibiře. Obývá zastavěné části měst, pohybuje se okolo polních cest, zídek a plotů. Vyhýbá se horským oblastem.

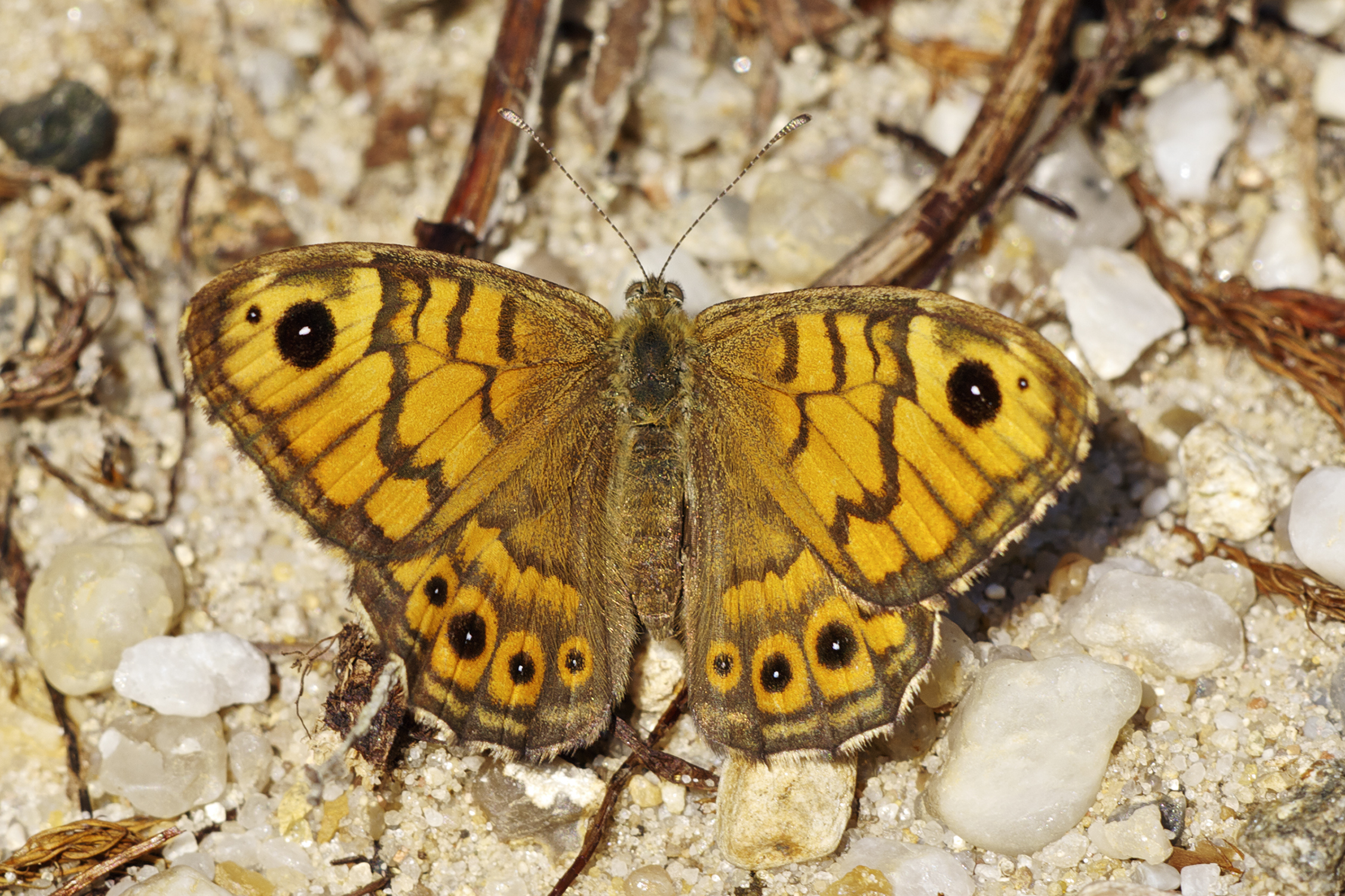
Samice okáče zedního

V ČR se okáč zední vyskytuje téměř po celém území s výjimkou zalesněných a horských oblastí.
Housenky se živí na různých druzích trav včetně např. kostřavy ovčí, srhy laločnaté, metličky křivolaké, medyňku vlnatého nebo psinečku rozkladitého.
Okáč zední létá většinou ve dvou až třech generacích, a to od dubna do konce října.